# Newmaniana mullensis
Newmaniana mullensis är en insektsart som beskrevs av Evans 1938. Newmaniana mullensis ingår i släktet Newmaniana och familjen dvärgstritar. Inga underarter finns listade i Catalogue of Life.